# Lehesten (bei Jena)
Lehesten település Németországban, azon belül Türingiában. Lakosainak száma 658 fő (2023. december 31.).

## Népesség
A település népességének változása:
| Lakosok száma | 712  | 666  | 665  | 684  | 663  | 658  |
|               | 2014 | 2017 | 2019 | 2021 | 2022 | 2023 |